# 7. SS-Freiwilligen-Gebirgs-Division „Prinz Eugen“
Die 7. SS-Freiwilligen-Gebirgs-Division „Prinz Eugen“ war eine Division der deutschen Waffen-SS im Zweiten Weltkrieg. Der Verband wurde im Banat vorwiegend aus Volksdeutschen aufgestellt und vor allem durch seine Kriegsverbrechen im Partisanenkrieg in Jugoslawien bekannt. Dadurch prägte er das Geschichtsbild der deutschen Besatzungsmacht in Jugoslawien.

## Geschichte

### Die Entstehung der Division
Auf Drängen des Leiters der Volksdeutschen Mittelstelle (VoMi), Werner Lorenz, wurden am 15. April 1941 nach Genehmigung des Reichsaußenministers Joachim von Ribbentrop und des OKW alle volksdeutschen jugoslawischen Kriegsgefangenen freigelassen. Nachdem die Volksdeutschen „befreit“ worden waren, sollten sie der Waffen-SS zugeführt werden. Noch im April stellte SS-Gruppenführer Paul Hausser, der die SS-Division „Das Reich“ kommandierte, SS-Untersturmführer Gustav Halwax, Stabsleiter der deutschen Volksgruppe in Jugoslawien, vier Annahmekommissionen zur Verfügung, die planmäßig in den deutschen Gemeinden des Banats Musterungen durchführten. Die daraus gewonnenen Freiwilligen wurden von der SS-Division „Das Reich“ ausgebildet.
Das Unternehmen Barbarossa (Angriff auf die Sowjetunion) war nach einem schnellen Vorstoß der deutschen Truppen in der Schlacht um Moskau im Winter 1941/42 zum Stehen gekommen. Die sowjetische Gegenoffensive führte zu hohen Verlusten bei der Wehrmacht, die nicht befriedigend ersetzt werden konnten.
Gleichzeitig mit den ersten Rückschlägen in der Sowjetunion hatte die Widerstandsbewegung in Jugoslawien an Intensität zugenommen. Den eingesetzten reichsdeutschen Divisionen gelang es trotz schärfster Vergeltungsmaßnahmen nicht, den Partisanen Einhalt zu gebieten, andererseits fehlten sie an der Ostfront.
Am 6. November 1941 machte der Volksgruppenführer Sepp Janko in einem Gespräch bei Reichsführer SS Himmler in Berlin den Vorschlag, einen volksdeutschen Heimatschutz im Banat aufzustellen. Ende Dezember genehmigte Adolf Hitler die Aufstellung volksdeutscher Verbände in Serbien, im Frühjahr 1942 die Aufstellung einer neuen SS-Division. Bei der Verwirklichung der Pläne zur Aufstellung der 7. SS-Division „Prinz Eugen“ versuchte man an alte Traditionen der Kolonisation anzuschließen. So griff man bei der Namensgebung der Division auf Vorschlag des ersten Divisionskommandeurs, SS-Gruppenführer Artur Phleps, auf Prinz Eugen von Savoyen zurück, welcher im 17./18. Jahrhundert die Osmanen vom Balkan vertrieb und somit die Ansiedlung Volksdeutscher ermöglichte. Damit hatte man, wie der spätere Divisionskommandeur Otto Kumm ausführte, „bewusst an die jahrhundertelange Tradition der Grenzer-Regimenter angeknüpft.“ Auch die Ernennung von Phleps war in diesem Zusammenhang bedeutsam. Die SS-Führung versprach sich von ihm, dem Offizier aus Siebenbürgen, auch Freiwillige aus Rumänien.

### Aufstellung

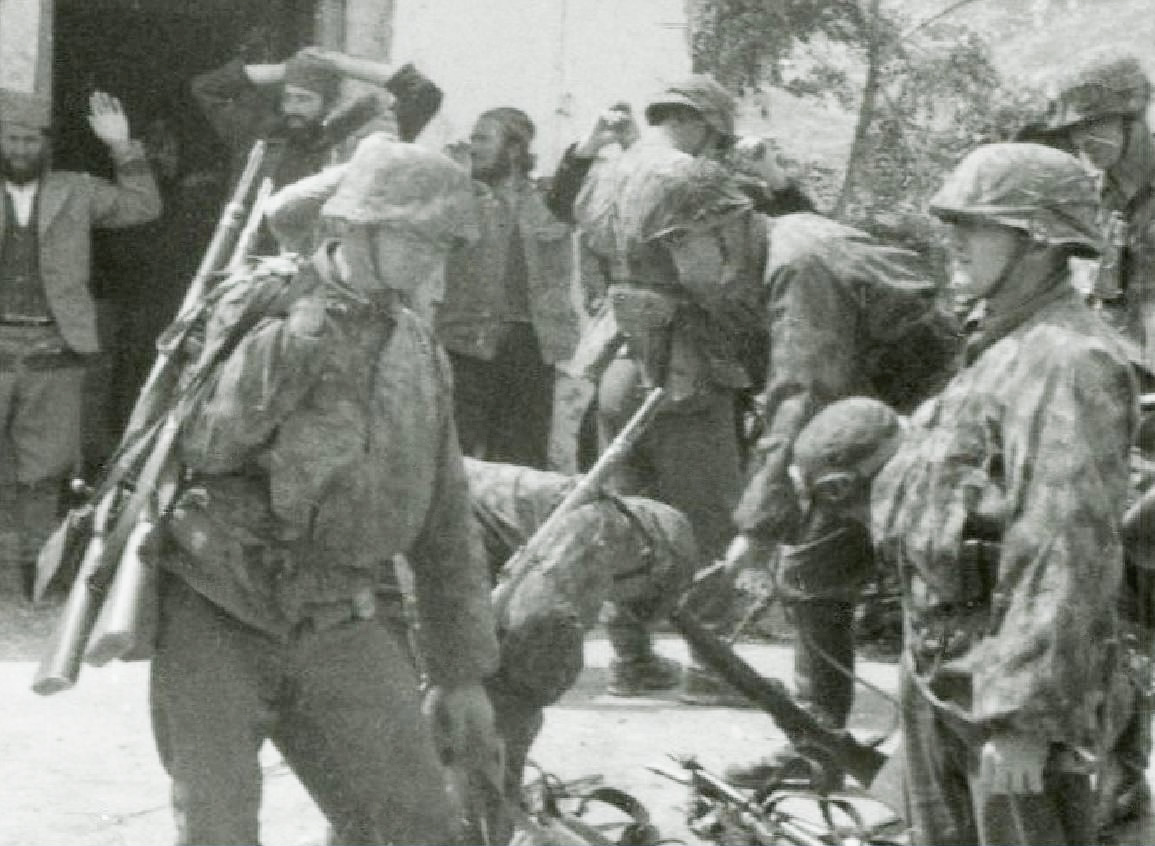
Soldaten der SS-Division „Prinz Eugen“ bei der Entwaffnung von serbischen Tschetniks in der Herzegowina am 15. Mai 1943, zu Beginn der Schlacht an der Sutjeska.

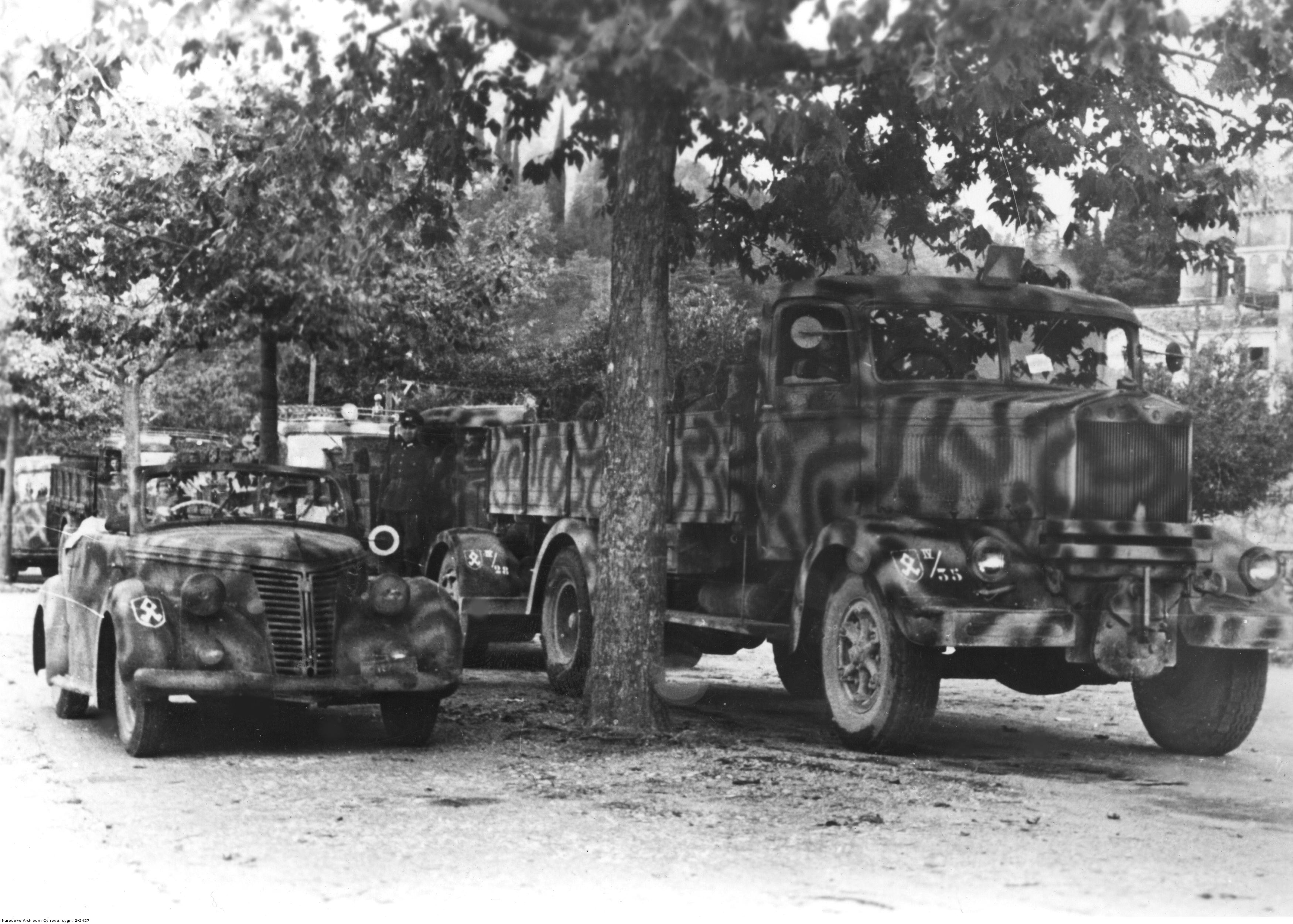
Fahrzeuge der SS-Division „Prinz Eugen“ (1944)

Obwohl in der ersten Phase der Aufstellung (Frühjahr 1942) die Bezeichnung 7. SS-Freiwilligen-Gebirgs-Division eingeführt und auch weitergenutzt wurde, wurde schon bald flächendeckend eingezogen. Bis zum Januar 1944 wurden aus dem Banat und Serbien an die 22.000 Männer eingezogen, von denen nur etwa 600 bei der Wehrmacht und mehr als 15.000 in der Waffen-SS dienten, während eine nicht genau bestimmbare Zahl der Banater Polizei angehörte. Da dies nicht reichte, wurden auch in Kroatien, in der ungarischen Batschka und in dem rumänischen Teil des Banats Freiwillige geworben. Das war nicht ohne Probleme, da die Deutschen in Rumänien in der rumänischen Armee zu dienen hatten.

### Einsatz in Jugoslawien
Es dauerte bis Oktober 1942, bis die Division ihren ersten Einsatz, noch im Rahmen ihrer Ausbildung, in Serbien hatte. Bis Ende des Krieges wurde sie ausschließlich im Raum Serbien, Bosnien-Herzegowina, Montenegro und Kroatien eingesetzt. Zwischen den „Unternehmen“ wurde die Division vorwiegend zur Partisanenbekämpfung verwendet, selten geschlossen, meist in Kampfgruppen von Regiments- oder Bataillonsstärke.
Im Dezember 1943 war die Division „Prinz Eugen“ einer der wichtigsten Verbände des Unternehmens Kugelblitz. Zu Jahresbeginn war sie außerdem in führender Rolle am Unternehmen Waldrausch beteiligt.

### Das Ende der Division
Mitte Januar 1945 zogen sich die letzten Einheiten der Division „Prinz Eugen“ über die kroatische Grenze zurück. Am 20. Januar 1945 übernahm SS-Brigadeführer August Schmidhuber das Kommando über die Division, die nach schweren Kämpfen Anfang Mai 1945 die österreichische Grenze erreichte. Erst am 12. Mai, vier Tage nach Kriegsende, legte sie die Waffen nieder. Während es einem Teil der Volksdeutschen gelang, nach Österreich zu entkommen, wurde der größere Teil der Verbliebenen von Partisaneneinheiten gefangen genommen. Über das Schicksal der Gefangenen gibt es bisher keine unabhängigen Untersuchungsergebnisse. Am 22. Mai 1945 wurden vermutlich 2000 Donauschwaben aus der „Prinz Eugen“ bei Brežice (Rann) nach ihrer Gefangennahme von Partisanen exekutiert.
Im Herbst 2010 wurde in einem ehemaligen Panzergraben beim Dorf Mostec nahe Brežice ein Massengrab aus der Zeit kurz nach dem 8. Mai 1945 gefunden. Der Vorsitzende der slowenischen Regierungskommission für Massengräber der Nachkriegszeit, Jože Dežman, vermutet hier etwa 2000–3000 Opfer, bei denen es sich neben kroatischen und slowenischen Flüchtlingen um Angehörige der SS-Division „Prinz Eugen“, aber auch ältere Volksdeutsche aus der Region (Sloweniendeutsche) gehandelt haben soll.

## Kriegsverbrechen
Schon bei ihren ersten Einsätzen fiel die SS-Gebirgsdivision Prinz Eugen durch unverhältnismäßige Maßnahmen gegen die Zivilbevölkerung auf. Sie operierte zu diesem Zeitpunkt in Südserbien, in einem relativ ruhigen Gebiet ohne nennenswerte Partisanenaktivitäten. Beispielsweise ließ der Divisionskommandeur, SS-Obergruppenführer Artur Phleps, zwei Jugendliche wegen eines geringfügigen Vergehens erschießen, trotz des Protestes eines anwesenden Angehörigen der deutschen Botschaft.
Nachdem Angehörige der Division 1943 mehrfach ganze Ortsteile und geschlossene Ortschaften niedergebrannt und ihre Bewohner erschossen hatte, verfügte ihr Kommandeur, der SS-Brigadeführer und Generalmajor der Waffen-SS Carl von Oberkamp wegen der exzessiven Tötungen, dass Kinder unter 14 Jahren und Frauen nur noch im Kampf oder standgerichtlich erschossen werden sollen.

### Beispiele für Kriegsverbrechen der Division
Bei einem weiteren Vorfall erschossen SS-Männer der Division im Raum Petrovac eine Gruppe von 60 flüchtenden Zivilisten. Sie hatten die SS-Männer nicht vor einer nahegelegenen Partisanenstellung gewarnt. Nachdem die Partisanen das Feuer eröffnet hatten, wurden die Flüchtlinge erneut gestellt und eine Leibesvisitation vorgenommen, die nur bei drei Personen eine mögliche Verbindung zu den Partisanen ergab. Trotzdem wurde die gesamte Flüchtlingsgruppe ausnahmslos erschossen.
Etwa zur gleichen Zeit wurden über 100 kroatische Arbeiter für die Schneebewältigung zwangsausgehoben. Als für sie gerade keine Verwendung zu finden war, wurden sie erschossen.

### Kroatischer Protest zu Massakern
Am 28. März 1944 brachte die SS-Division „Prinz Eugen“ im Raum Knin die Einwohnerschaft mehrerer Dörfer – darunter Otok bei Sinj – um. Im April 1944 untersuchte der kroatische General Franjo Šimić im Auftrag des kroatischen Kriegsministeriums dieses Massaker und berichtete dem deutschen Außenminister Ribbentrop, dass dabei 22 Ortschaften vernichtet und insgesamt etwa 1000 Einwohner getötet worden seien. Teilweise seien dabei die Einwohner der betroffenen Dörfer in den Häusern zusammengetrieben und durch die Fenster mit Maschinengewehren erschossen worden. Danach sei es zu Plünderungen gekommen und die Häuser seien zusammen mit den Leichen verbrannt worden. Weil es sich fast ausschließlich um Kroaten gehandelt hatte, protestierte der kroatische Außenminister Stijepo Perić in Berlin. Nach scharfem Notenwechsel wurde er entlassen. Beim 7. Nürnberger Prozess gegen die Kriegsverbrecher wurde die Zahl der Opfer vom 28. März 1944 mit 2.014 Toten in 22 Dörfern beziffert. Männer, Frauen und Kinder wurden hiernach regelrecht niedergemetzelt, die Dörfer geplündert.

### Jugoslawische Aufarbeitungskommission
In einem nach dem Krieg entstandenen Bericht der jugoslawischen Staatskommission zur Feststellung von Verbrechen der Okkupanten und ihrer Helfer über die Ereignisse im Mai 1943 heißt es:

„Durch Grausamkeit berühmt ist die 7. SS-Division ‚Prinz Eugen‘. Wo sie auch immer hinkam – durch Serbien, durch Bosnien und Herzegowina, durch Lika und Bania oder durch Dalmatien. Überall hat sie Brandstätten und Verwüstungen, Leichen unschuldiger Männer, Frauen und Kinder, die in den Häusern verbrannt wurden, zurückgelassen. Ende Mai 1943 kam die Division ‚Prinz Eugen‘ nach Montenegro in die Gegend von Nikšić, um dort gemeinsam mit italienischen faschistischen Truppen friedliche Dörfer zu überfallen. Gleich nach ihrem Einfall eröffnete diese Truppe ohne jeden Grund das Feuer sämtlicher Waffen und begann mit der Ausübung unerhörter Verbrechen in den Dörfern. Alles, was sie antraf, wurde niedergebrannt, ermordet und geplündert. Die Offiziere und Mannschaften der SS-Division ‚Prinz Eugen‘ verübten bei dieser Gelegenheit Verbrechen von unerhörter Grausamkeit. Die Opfer wurden erschossen, abgeschlachtet, gefoltert und in brennenden Häusern verbrannt.

Wenn ein Opfer nicht im Hause, sondern davon entfernt am Wege oder am Felde angetroffen wurde, wurde es dort ermordet und verbrannt. Kinder mit ihren Müttern, schwangere Frauen und gebrechliche Greise wurden ebenfalls hingemordet; kurz gesagt: Jede in diesen Dörfern von diesen Truppen angetroffene Zivilperson ist ermordet worden. Durch die angestellten Untersuchungen steht fest, daß bei dieser Gelegenheit auf die erwähnte grausame Weise 121 Personen, größtenteils Frauen, darunter 30 Personen im Alter von 60–92 Jahren hingerichtet worden sind. Die Dörfer wurden niedergebrannt und dem Erdboden gleichgemacht.“

Dem Bericht ist ein Foto beigefügt, das die Enthauptung eines vermeintlichen Partisanen durch Angehörige der 7. SS-Division mit einer Axt zeigt.

## Zusammensetzung
Am 20. Februar 1944 wurde in einem Bericht über die Landsmannschaftliche Zusammensetzung der Division festgestellt:
- 8,5 % Reichsdeutsche
- 91,5 % Volksdeutsche
  - 53,6 % Volksdeutsche aus dem Banat und Serbien,
  - 21,3 % Volksdeutsche aus Rumänien,
  - 11,24 % Volksdeutsche aus Kroatien,
  - 2,92 % Volksdeutsche aus der Slowakei,
  - 2,57 % Volksdeutsche aus Ungarn,
  - 0,006 % Volksdeutsche aus sonstigen Gruppen

Die Division hatte zu diesem Zeitpunkt 392 Offiziere, 1.901 Unteroffiziere, 18.985 Mannschaften und 1.381 Mann in Wirtschafts-Bataillonen, insgesamt 22.659 Mann.

## Gliederung
- SS-Freiwilligen-Gebirgs-Jäger-Regiment 13 „Artur Phleps“
- SS-Freiwilligen-Gebirgs-Jäger-Regiment 14 „Skanderbeg“ (Reste der 21. Waffen-Gebirgs-Division der SS „Skanderbeg“)
- SS-Freiwilligen-Gebirgs-Artillerie-Regiment 7
  - SS-Panzer-Abteilung 7
  - SS-Gebirgs-Panzerjäger-Abteilung 7
  - SS-Sturmgeschütz-Abteilung 7
  - SS-Kavallerie-Abteilung 7
  - SS-Kradschützen-Bataillon 7
  - SS-Freiwilligen-Gebirgs-Aufklärungs-Abteilung 7
    - SS-Panzer-Aufklärungs-Zug

  - SS-Radfahr-Bataillon 7
  - SS-Radfahr-Aufklärungs-Abteilung 7
  - SS-Gebirgs-Pionier-Bataillon 7
  - SS-Flak-Abteilung 7
  - SS-Gebirgs-Nachrichten-Abteilung 7
  - SS-Wirtschafts-Bataillon 7
    - SS-Nachschub-Kompanie 7

  - SS-Sanitäts-Abteilung 7
    - Stab SS-Sanitäts-Abteilung 7
    - 1. Gebirgs-Sanitäts-Kompanie 7
    - 2. Gebirgs-Sanitäts-Kompanie 7
    - Stab Lazarett-Abteilung 7
      - Lazarett-Abteilung 7

    - 1. Kranken-Kraftwagen-Zug 7
    - 2. Kranken-Kraftwagen-Zug 7
    - Kranken-Karren-Zug 7
    - Gebirgs-Kranken-Tragtier-Kompanie 7
    - Gebirgs-Kranken-Träger-Kompanie 7

  - SS-Freiwilligen-Gebirgs-Veterinär-Kompanie 1/7 und 2/7
  - SS-Freiwilligen-Gebirgs-Kriegsberichter-Zug 7
    - SS-Propaganda-Zug

  - SS-Feldgendarmerie-Trupp 7
  - SS-Instandsetzungs-Abteilung 7
  - SS-Wehrgeologisches Bataillon
- Divisionstruppen 7
  - SS-Feldersatz-Bataillon 7

## Kommandeure
- 30. Januar 1942 bis Juli 1943 SS-Gruppenführer und Generalleutnant der Waffen-SS Artur Phleps
- Juli 1943 bis 30. Januar 1944 SS-Brigadeführer und Generalmajor der Waffen-SS Carl Reichsritter von Oberkamp
- 30. Januar 1944 bis 20. Januar 1945 SS-Brigadeführer und Generalmajor der Waffen-SS Otto Kumm
- 20. Januar bis 8. Mai 1945 SS-Brigadeführer und Generalmajor der Waffen-SS August Schmidhuber